# Jonas Basanavičius
Jonas Basanavičius (Ožkabaliai, 23 de noviembre de 1851-Vilna, 16 de febrero de 1927) fue un político y activista lituano. Es considerado uno de los padres fundadores del país, pues presidía el Consejo de Lituania durante la firma de la Declaración de Independencia de 1918.

## Biografía
Nacido en una villa rural en tiempos del Zarato de Polonia, Basanavičius cursó la educación secundaria en el gimnasio de Marijampolė y en 1879 se licenció en Medicina por la Universidad Médica de Moscú. Durante su juventud comenzaría a mostrar interés por la historial y cultura propias del pueblo lituano, participando activamente en los inicios del llamado «despertar nacional».
Basanavičius estuvo ejerciendo la medicina en el Principado de Bulgaria y después se asentó en Praga. En marzo de 1883 fue fundador del primer periódico en idioma lituano, Aušra, editado en Prusia Oriental porque el Imperio ruso prohibía la prensa en lituano. Debido a su implicación en el despertar nacional, no pudo regresar a Lituania hasta la revolución rusa de 1905. En todo ese tiempo residiría en Bulgaria, donde fue médico personal de Fernando I, representante político en Varna y miembro de la Academia de Ciencias de Bulgaria.
Ya establecido en Lituania, el 4 de diciembre de 1905 es nombrado presidente del Gran Seimas de Vilna, considerado el primer congreso nacional moderno, que reclamaría la autonomía del pueblo lituano. Dos años más tarde lideraría la Sociedad Científica Lituana, dedicada al desarrollo de la historia e idioma lituanos. En 1917 fue uno de los fundadores del Consejo de Lituania, y el 16 de febrero de 1918 ocupaba la presidencia cuando se firmó la Declaración de Independencia de Lituania.
A pesar de que Polonia se anexionó Vilna en 1922, Basanavičius rechazó abandonar la ciudad y siguió allí hasta su muerte en 1927, a los 75 años. Su tumba se encuentra en el cementerio de Rasos.
El gobierno lituano le considera una figura importante para la construcción del país. Después de la reinstauración de la independencia en 1991, las Fuerzas Armadas de Lituania pusieron su nombre al servicio médico, y el Banco de Lituania le dedicó un billete de 50 litas que se mantuvo en circulación hasta la adopción del euro.